# Nazionale femminile di pallavolo della Russia
La nazionale femminile di pallavolo della Russia è una squadra europea composta dalle migliori giocatrici di pallavolo della Russia ed è posta sotto l'egida della Federazione pallavolistica della Russia.

## Rosa
Segue la rosa delle giocatrici convocate per il campionato europeo 2021.
| N° | Nome               | Ruolo | Data di nascita  | Squadra          |
| -- | ------------------ | ----- | ---------------- | ---------------- |
| 1  | Elizaveta Kotova   | C     | 31 maggio 1998   | Uraločka         |
| 4  | Dar'ja Pilipenko   | L     | 9 giugno 1990    | Uraločka         |
| 5  | Polina Matveeva    | P     | 8 agosto 2002    | Zareč'e Odincovo |
| 10 | Arina Fedorovceva  | S     | 19 gennaio 2004  | Dinamo-Ak Bars   |
| 11 | Julija Brovkina    | C     | 31 maggio 2001   | Enisej           |
| 12 | Anna Lazareva      | O     | 31 gennaio 1997  | IBK Altos        |
| 13 | Evgenija Starceva  | P     | 12 febbraio 1989 | Dinamo-Ak Bars   |
| 17 | Tat'jana Kadočkina | S     | 21 marzo 2003    | Dinamo-Ak Bars   |
| 22 | Tamara Zajceva     | L     | 16 dicembre 1994 | Dinamo Krasnodar |
| 23 | Irina Kapustina    | S     | 20 aprile 1998   | Lipeck           |
| 25 | Ksenija Smirnova   | S     | 24 aprile 1998   | Uraločka         |
| 26 | Ekaterina Enina    | C     | 10 maggio 1993   | Dinamo Mosca     |

## Risultati

### Competizioni FIVB
| 1964 | non esistente   | -            |
| 1968 | non esistente   | -            |
| 1972 | non esistente   | -            |
| 1976 | non esistente   | -            |
| 1980 | non esistente   | -            |
| 1984 | non esistente   | -            |
| 1988 | non esistente   | -            |
| 1992 | non esistente   | -            |
| 1996 | 4º posto        | Convocazioni |
| 2000 | 2º posto        | Convocazioni |
| 2004 | 2º posto        | Convocazioni |
| 2008 | 5º posto        | Convocazioni |
| 2012 | 5º posto        | Convocazioni |
| 2016 | 5º posto        | Convocazioni |
| 2020 | 7º posto        | Convocazioni |
| 2024 | non qualificata | -            |

| 1952 | non esistente   | -            |
| 1956 | non esistente   | -            |
| 1960 | non esistente   | -            |
| 1962 | non esistente   | -            |
| 1967 | non esistente   | -            |
| 1970 | non esistente   | -            |
| 1974 | non esistente   | -            |
| 1978 | non esistente   | -            |
| 1982 | non esistente   | -            |
| 1986 | non esistente   | -            |
| 1990 | non esistente   | -            |
| 1994 | 3º posto        | Convocazioni |
| 1998 | 3º posto        | Convocazioni |
| 2002 | 3º posto        | Convocazioni |
| 2006 | 1º posto        | Convocazioni |
| 2010 | 1º posto        | Convocazioni |
| 2014 | 5º posto        | Convocazioni |
| 2018 | 8º posto        | Convocazioni |
| 2022 | non qualificata | -            |

| 2018 | 8º posto        | Convocazioni |
| 2019 | 14º posto       | Convocazioni |
| 2021 | 8º posto        | Convocazioni |
| 2022 | non qualificata | -            |
| 2023 | non qualificata | -            |
| 2024 | non qualificata | -            |

| 1973 | non esistente   | -            |
| 1977 | non esistente   | -            |
| 1981 | non esistente   | -            |
| 1985 | non esistente   | -            |
| 1989 | non esistente   | -            |
| 1991 | non esistente   | -            |
| 1995 | non qualificata | -            |
| 1999 | 2º posto        | Convocazioni |
| 2003 | non qualificata | -            |
| 2007 | non qualificata | -            |
| 2011 | non qualificata | -            |
| 2015 | 4º posto        | Convocazioni |
| 2019 | 3º posto        | Convocazioni |
| 2023 | non qualificata | -            |

### Competizioni CEV
| 1949 | non esistente   | -            |
| 1950 | non esistente   | -            |
| 1951 | non esistente   | -            |
| 1955 | non esistente   | -            |
| 1958 | non esistente   | -            |
| 1963 | non esistente   | -            |
| 1967 | non esistente   | -            |
| 1971 | non esistente   | -            |
| 1975 | non esistente   | -            |
| 1977 | non esistente   | -            |
| 1979 | non esistente   | -            |
| 1981 | non esistente   | -            |
| 1983 | non esistente   | -            |
| 1985 | non esistente   | -            |
| 1987 | non esistente   | -            |
| 1989 | non esistente   | -            |
| 1991 | non esistente   | -            |
| 1993 | 1º posto        | Convocazioni |
| 1995 | 3º posto        | Convocazioni |
| 1997 | 1º posto        | Convocazioni |
| 1999 | 1º posto        | Convocazioni |
| 2001 | 1º posto        | Convocazioni |
| 2003 | 5º posto        | Convocazioni |
| 2005 | 3º posto        | Convocazioni |
| 2007 | 3º posto        | Convocazioni |
| 2009 | 6º posto        | Convocazioni |
| 2011 | 6º posto        | Convocazioni |
| 2013 | 1º posto        | Convocazioni |
| 2015 | 1º posto        | Convocazioni |
| 2017 | 6º posto        | Convocazioni |
| 2019 | 7º posto        | Convocazioni |
| 2021 | 6º posto        | Convocazioni |
| 2023 | non qualificata | -            |

### Competizioni zonali
| 2015 | 5º posto | Convocazioni |

### Competizioni estinte
| 1993 | 3º posto        | Convocazioni |
| 1994 | 7º posto        | Convocazioni |
| 1995 | 6º posto        | Convocazioni |
| 1996 | 3º posto        | Convocazioni |
| 1997 | 1º posto        | Convocazioni |
| 1998 | 2º posto        | Convocazioni |
| 1999 | 1º posto        | Convocazioni |
| 2000 | 2º posto        | Convocazioni |
| 2001 | 3º posto        | Convocazioni |
| 2002 | 1º posto        | Convocazioni |
| 2003 | 2º posto        | Convocazioni |
| 2004 | 7º posto        | Convocazioni |
| 2005 | non qualificata | -            |
| 2006 | 2º posto        | Convocazioni |
| 2007 | 4º posto        | Convocazioni |
| 2008 | non qualificata | -            |
| 2009 | 2º posto        | Convocazioni |
| 2010 | non qualificata | -            |
| 2011 | 4º posto        | Convocazioni |
| 2012 | non qualificata | -            |
| 2013 | 7º posto        | Convocazioni |
| 2014 | 3º posto        | Convocazioni |
| 2015 | 2º posto        | Convocazioni |
| 2016 | 4º posto        | Convocazioni |
| 2017 | 9º posto        | Convocazioni |

| 1993 | 3º posto        | Convocazioni |
| 1997 | 1º posto        | Convocazioni |
| 2001 | 2º posto        | Convocazioni |
| 2005 | non qualificata | -            |
| 2009 | non qualificata | -            |
| 2013 | 4º posto        | Convocazioni |
| 2017 | 4º posto        | Convocazioni |

| 1988 | non esistente   | -            |
| 1989 | non esistente   | -            |
| 1990 | non esistente   | -            |
| 1991 | non esistente   | -            |
| 1992 | non esistente   | -            |
| 1993 | 7º posto        | Convocazioni |
| 1994 | 3º posto        | Convocazioni |
| 1995 | 4º posto        | Convocazioni |
| 1996 | 5º posto        | Convocazioni |
| 1998 | 3º posto        | Convocazioni |
| 1999 | 5º posto        | Convocazioni |
| 2000 | 2º posto        | Convocazioni |
| 2001 | 2º posto        | Convocazioni |
| 2002 | 1º posto        | Convocazioni |
| 2003 | 2º posto        | Convocazioni |
| 2004 | 6º posto        | Convocazioni |
| 2005 | non qualificata | -            |
| 2006 | 7º posto        | Convocazioni |
| 2007 | 7º posto        | Convocazioni |
| 2008 | non qualificata | -            |
| 2009 | non qualificata | -            |
| 2010 | 4º posto        | Convocazioni |
| 2011 | non qualificata | -            |
| 2013 | 2º posto        | Convocazioni |
| 2014 | 3º posto        | Convocazioni |
| 2015 | 4º posto        | Convocazioni |
| 2016 | non qualificata | -            |
| 2017 | non qualificata | -            |
| 2018 | 2º posto        | Convocazioni |
| 2019 | non qualificata | -            |

| 1988 | non esistente | -            |
| 1990 | non esistente | -            |
| 1992 | non esistente | -            |
| 1994 | 3º posto      | Convocazioni |

| 1986 | non esistente | -            |
| 1990 | non esistente | -            |
| 1994 | 1º posto      | Convocazioni |

| 2004 | non qualificata | -            |
| 2005 | 5º posto        | Convocazioni |
| 2006 | non qualificata | -            |
| 2008 | 3º posto        | Convocazioni |